# Diocophora multichaeta
Diocophora multichaeta är en tvåvingeart som beskrevs av Brown och Ronald Henry Lambert Disney 2009. Diocophora multichaeta ingår i släktet Diocophora och familjen puckelflugor. Inga underarter finns listade i Catalogue of Life.